# Chaukhamba
Der Chaukhamba (auch Badrinath, Hindi चौखम्बा) ist ein 7138 m hoher Berg im indischen Bundesstaat Uttarakhand im Garhwal-Himalaya.
Chaukhamba bedeutet „vier Säulen“. Der Chaukhamba (oder Chaukhamba I) ist der höchste Gipfel im westlichen Garhwal-Himalaya. Der Berg besitzt drei Nebengipfel, die sich in südwestlicher Richtung aneinander reihen: Chaukhamba II (7088 m, ⊙), Chaukhamba III (6995 m, ⊙) und Chaukhamba IV (6854 m, ⊙). Am Westhang beginnt der Gangotrigletscher, der den rechten Quellfluss des Ganges, Bhagirathi, speist. Am Südosthang beginnt der Satopanthgletscher, der die Alaknanda, den linken Gangesquellfluss, speist.
Nach gescheiterten Besteigungsversuchen 1938 und 1939, wurde der Chaukhamba I am 13. Juni 1952 durch Lucien George and Victor Russenberger (Schweizer Mitglieder in einer ansonsten französischen Expedition) zum ersten Mal bestiegen. Sie stiegen an der Nordost-Seite auf, vom Bhagirathi-Kharak Gletscher. Die anderen Expeditionsmitglieder waren die französische Alpinistin Marie-Louise Plovier Chapelle und der bekannte französische Alpinist und Kletterer Edouard Frendo.